# آلکساندر کوراکین
آلکساندر کوراکین (روسی: Александр Борисович Куракин؛ ۱۷۵۲ – ۱۸۱۸) یک دیپلمات اهل روسیه که بین سال‌های ۱۸۰۸ تا ۱۸۱۲ میلادی سفیر امپراتوری روسیه در فرانسه بود.